# Seznam hrvaških zgodovinarjev
Seznam hrvaških zgodovinarjev.

## A
- Josip Adamček
- Damir Agičić
- Miroslav Akmadža
- Josip Alačević
- Mladen Ančić
- Pavao (Paolo) Andreis
- Pavao Anđelić
- Stjepan Antoljak
- Đuro Arnold

## B
- Anto Babić (Bosna)
- Ambroz Bačić
- Stanko Bačić
- Karlo Balić
- Lucija Balikić
- Andrija Balović
- Vicko Balović
- Ivo Banac (1947–2020)
- Miho Barada
- Fran Barbalić (1878–1952)
- Radojica Fran Barbalić (1914–1994)
- Janko Barle?
- Štefka Batinić
- Zlatko Begonja
- Irena Benyovsky Latin
- Jerolim Bernardi
- Miroslav Bertoša
- Slaven Bertoša
- Ivan Beuc
- Dušan Bilandžić
- Albert Bing
- Mihovil Biočić?
- Andrija Blašković
- Ljubo Boban
- David Bogdanović
- Baltazar Bogišić (Valtazar Bogišić)
- Ivan Bojničić
- Josip Bösendorfer
- Ivan Botica
- Ivan Božić (hrvaško-srbski)
- Santo (Sveto) Brandolini
- Vinko Branica
- Miroslav Brandt
- Mateo Bratanić
- (Josip Bratulić)
- Vjekoslav Bratulić
- Boško Breider
- Mirko Breyer
- Vitaliano Brunelli
- Franjo Bučar
- Neven Budak
- Franjo Buntak
- Pavao Butorac (škof)
- Josip Buturac

## C
- Frano Carrara (Karara)
- Milko Cepelić
- Alfonso Cvitanović
- Vladislav Cvitanović
- Božo Cvjetković

## Č
- Eduard Čalić (1910-2003) (hrv.-nemško-avstrijski)
- Hrvoje Čapo
- Dalibor Čepulo
- Ivan Čizmić (1934-2022)
- Nikola Čolak
- Lovorka Čoralić
- Ivan Črnčić
- (Zvane Črnja)
- Ferdo Čulinović
- Ante Čuvalo

## Ć
- Lazar Ćelap
- Pejo Ćošković

## D
- Antun Dabinović
- Žarko Dadić (zgodovinar znanosti)
- Miroslava Despot
- Mira Dimitrijević-Kolar
- Frane Divnić
- Lelja Dobronić
- Kamilo Dočkal
- Ljubiša Doklestić
- Serđo Dokoza
- Krunoslav Draganović
- Ivan Drljača
- Branko Dubravica?
- Igor Duda
- Vlatka Dugački
- Darko Dukovski

## Đ
- Zlatko Đukić

## E
- Bruna Esih?

## F
- Donat Fabijanić
- Ivan Feretić
- Krešimir Filić
- Amos Rube Filipi
- Ivan Filipović (v Kopru 1965-68)
- (Nedim Filipović : bosanski orientalist)
- Dinko Foretić
- Miljenko Foretić
- Vinko Foretić
- Antun Franki

## G
- Tomislav Galović
- Tereza Ganza-Aras
- Ignacije Gavran
- Darko Gavrilović?
- Vladimir Geiger
- Josip Gelčić
- Frano Glavina
- Mihovil Glavinić? (1833-1895)
- Matko Globačnik
- Ivo Goldstein
- (Slavko Goldstein)
- Ivica Golec
- Ivan Golub (1930-2018)
- Jugoslav Gospodnetić?
- Julije Grabovac
- Hrvoje Gračanin
- Jeronim Granić
- Grgo Grbešić
- Ivan Grgić
- Milan (Mirko) Dražen Grmek (zgodovinar medicine in znanosti)
- Mirjana Gross (1922-2012)
- Ivan Gršković
- Dane Gruber
- Radoslav Grujić
- Anna Maria Grünfelder (avstrijsko-hrv.)
- Ante Gulin
- Ivan Marinov Gundulić (1600-1650)
- Stjepan Gunjača

## H
- Jaromir Haněl ?
- Branko Hanžek
- Zlatko Hasanbegović
- Ferdo Hauptmann
- Ljudmil Hauptmann
- Većeslav Henneberg
- Zlatko Herkov
- Antun Herljević
- Željko Holjevac
- Josip Horvat(h) (1896-1968)
- Karlo Horvat
- Katarina Horvat
- Marijan Horvat
- Rudolf Horvat
- Vlado Horvat
- Franjo Emanuel Hoško
- Ante Hrabar
- Goran Hutinec

## I
- Tomislav Išek
- Antun Ivandija
- Jozo Ivičević
- Iskra Iveljić
- Aleksandra Ivić
- Daniel Ivin

## J
- Ante Jadrijević
- Zdenko Jajčević (1946-2011)
- Živko Jakić
- Aleksandar Jakir
- Branimir Janković
- Julije Janković
- Tvrtko Jakovina
- Tomo Jančiković
- Berislav Jandrić
- Zdenka Janeković Römer
- Bosiljka Janjatović
- Julije Janković
- Jere Jareb
- Mario Jareb
- Aleksije Jelačić
- Joško Jelaska
- Zdravka Jelaska Marijan
- Charles Jelavich (1922-2013)
- Julijan Jelenić
- Josip Jelčić
- Ivan Jelić
- Luka Jelić
- Fikreta Jelić-Butić
- Jakov Jelinčić
- Tomislav Jonjić
- Ivan Josipović?
- Igor Jovanović
- Josip Jurčević
- Ante Jurica (- Lastovo)
- Fran(j)o Jurić
- Ivan Jurić
- Lucija Jurinjak
- Šimun Jurišić
- Ivan Jurković
- Miljenko Jurković

## K
- Petar Kaer (Cayer)
- Slaven Kale
- Martin Kaminski
- Ivan Kampuš
- Vicko Kapitanović
- Mato Kapović
- Vladimir Kapun
- Igor Karaman
- Ljubo Karaman
- Tomislav Karamarko
- Damir Karbić
- Petar Karlić
- Ivan (Ivo) Kasandrić
- Mirjana Kasapović?
- Dušan Kašić
- Ivan Katalinić
- Kazimir Katalinić
- Lovre (Lovro) Katić
- Maja Katušić
- Anica Kisić
- Nada Klaić
- Vjekoslav Klaić
- Mate Klarić
- Hrvoje Klasić
- Vedran Klaužer
- Danilo Klen
- William Klinger
- Stipe Kljaić
- Vojmir Kljaković
- Cvetka Knapič Krhen
- Ivan Knezović (1977-2011)
- Oton (Andrija) Knezović
- Zlata Knezović
- Antun (Petar) Knežević
- Dragutin (Karlo) Kniewald
- Giovanni (Ivan) Kobler
- Juraj (Đuro) Kocijanić
- Janko Koharić
- Vlaho Kojaković
- Branko Kojić
- Dušan Kokotović
- Đuro Kokša
- Juraj Kolaković
- Zlatko Kolander
- Josip Kolanović
- Mira Kolar-Dimitrijević
- Ružica Kolarević-Kovačić
- Juraj Kolarić
- Anton Kolendić
- Mile Konjević
- Snježana Koren
- Petar Korunić
- František Bronislav Kořínek (češ.-hrv.)
- Marko Kostrenčić
- Vladimir Košćak (Vlado Koščak)
- Ivan (Ivo) Košutić
- Danilo Kovač ? (Sapienza, Rim)
- Karel Kovač
- Miro Kovač
- Neven Kovačev
- Ivan Kovačević
- Davor Kovačić
- Anto Slavko Kovačić (Bosna)
- Slavko Kovačić
- Midhat Kozličić
- Stjepan Krasić
- Baltazar Adam Krčelić
- Bariša Krekić
- Hamdija Kreševljaković (BiH)
- Jure Krišto (Kristo)
- Ivan Krištolovec
- Stjepan Krivošić
- Bogdan Krizman
- Milan Kruhek
- Ivan Kukuljević
- Ljerka Kuntić
- Miroslav Kurelac
- Robert Kurelić
- Šefko Kurtović
- Krešimir Kužić
- Romuald Josip Kvaternik

## L
- Emilij Laszowski
- Božidar Latković
- Ivo John Lederer
- Narcisa Lengel-Krizman
- Srećko Lipovčan
- (Andrej) Ljubomir Lisac (Andrija Ljubomir Lisac-HBL)
- Petar (Pero) Lisičar
- Vicko Lisičar
- Šime Ljubičić (1822.-1896) župnik, arheolog, povjesničar i biograf
- Juraj (Đuka, Đuro) Lončarević
- Nella Lonza
- Radoslav Lopašić
- René Lovrenčić
- Ivan Lucić (Johannes Lucius; Trogiranin)
- Ivica Lučić
- Josip Lučić (1924-94)
- (Filip Lukas)
- Josip (Jozo) Luetić (1920-2005)
- Andrija Lukinović

## M
- Trpimir Macan
- Norka Machiedo-Mladinić
- Miha de Barbazanis Madijev
- Tomislav Majetić
- Ivan Majnarić
- Alfred Makanec
- Ivo Makek
- Dominik Mandić
- Mihovil Mandić
- Lujo Margetić
- Ante Marinović
- Dragan Markovina
- Josip Matasović
- Tomo Matić?
- Robert Matijašić?
- Hrvoje Matković
- Stjepan Matković
- Milivoj-Klement Maurović
- Vladimir Mažuranić
- Danilo Medaković
- Milorad Medaković
- Matija Mesić
- Mate Meštrović
- Ivo Mihovilović?
- Josip Mikoczi/Mikoczy
- Franko Mirošević
- Ivo Mišur
- Violeta Moretti
- Vladimir Muljević (zgod. znanosti)
- Ivan Mužić
- Zdravko Mužinić

## N
- Ante Nazor
- Zrinka Nikolić Jakus
- Denis Njari
- Natko Nodilo
- Božidar Novak
- Grga Novak
- Viktor Novak (1889-1977)
- Domagoj Novosel
- Zrinko Novosel

## O
- Ivan Očak
- Boris Olujić
- Mila Orlić

## P
- Bibijana Papo Hutinec
- Samanta Paronić
- Antonio Pauletich (Rovinj)
- Dragutin Pavličević
- Ivan Ped-erin
- Franjo Ksaver Pejačević
- Božidar Petranović
- Tea Perinčić
- Zrinka Pešorda Vardić
- Hrvoje Petrić
- Živko Petričić
- Ivo Petrinović
- Ivo Pilar
- Mirjana Polić Bobić
- Tihomir Ponoš
- Tomislav Popović
- Filip Potrebica
- Petar Požar?
- Giuseppe Praga (dalmatinsko-italijanski)
- John Ivan Prcela
- Ivica Prlender

## R
- Franjo Rački
- (Milan Radanović)
- Zdenko Radelić
- Bogdan Radica (1904-1993)
- Milan Radošević
- Tomislav Raukar
- Jakša Ravlić (preds. MH 1954-68)
- Vojo Rajčević/Vojislav Raičević?
- Krešimir Regan
- Milan Rešetar (1860-1942)??
- Ivan Ratkaj
- Tomislav Raukar
- Milan Rešetar?
- Svetozar Ritig
- Pavao Ritter Vitezović
- Drago Roksandić
- Karlo Ruzicic-Kessler

## S
- Relja Seferović
- Elizabeta Serdar
- Teodora Shek Brnardić
- Hodimir Sirotković (1917-1998)
- Tadija Smičiklas
- Franjo Smiljanić – Hari (1951-2012)
- Stjepan Srkulj
- Nikša Stančić
- Jakov Stipišić (1920-2010)
- Petar Strčić (1936-2019)
- Bernard Stulli
- Agneza Szabo
- Gjuro Szabo

## Š
- Franjo Šanjek (1939-2019)
- Igor Šaponja
- Goran Šarić
- Kerubin Šegvić
- Dragovan Šepić (1907-1997)
- Jaroslav Šidak
- Ferdo Šišić
- Petar Škarica (1831)
- Filip Škiljan
- Danko Šourek?
- Dario Špelić
- Luka Špoljarić
- Nataša Štefanec
- Vladimir Štokalo
- Milan Šufflay
- Bogoslav Šulek (1816-1895)
- Ivica Šute
- Mladen Švab
- Ivan Švear
- Držislav Švob

## T
- Jorjo Tadić
- Ivan Krstitelj Tkalčić
- Vladimir Tkalčić
- Nikola Tomašegović
- Josip "Jozo" Tomasevich/Tomašević
- Petar Tomić (1839-1918)
- Ante Tresić Pavičić
- Marko Trogrlić
- Franjo Tuđman

## U
- Ante Uglešić (1964)

## V
- Miroslav Vanino
- Nenad Vekarić (1955-2018)
- Rudolf Vimer
- Pavao Ritter Vitezović
- Lujo Vojnović
- Andreja Vujičić

## Z
- Bartol Zmajić (arhivist, pom.zgod.vede)